# Escarpa do Niagara
A escarpa do Niagara (em inglês:  Niagara Escarpment) é uma longa escarpa ou cuesta nos Estados Unidos e Canadá que se estende numa direção predominantemente este-oeste entre o estado de Nova Iorque e o estado de Illinois, passando por Ontário, Michigan e Wisconsin. A escarpa é famosa no local onde o rio Niagara forma as Cataratas do Niagara.
A escarpa integra o Programa sobre o Homem e a Biosfera da UNESCO. É o mais antigo ecossistema florestal da parte oriental da América do Norte.
A escarpa do Niagara é composta pela formação geológica de Lockport do Siluriano, e é semelhante à formação geológica Onondaga, que se estende paralelamente e a sul, através da região sul do estado de Nova Iorque e do sul de Ontário. A escarpa é a mais proeminente de várias escarpas formadas na rocha matriz da Bacia dos Grandes Lagos. Do seu ponto mais oriental perto de Watertown, a escarpa forma em parte as bacias individuais dos lagos Ontario, Huron e Michigan. Em Rochester, três quedas de água sobre a escarpa estão onde o rio Genesee corre pela cidade. A escarpa corre então para oeste até ao rio Niagara, formando um fundo desfiladeiro a norte das Cataratas do Niagara. No sul de Ontário, percorre a península do Niagara, seguindo de perto a costa do lago Ontario pelas cidade de St. Catharines, Hamilton e Dundas, onde faz uma curva apertada a norte de Milton até à baía Georgiana. Segue então a costa desta baía para noroeste até formar a espinha da península Bruce e a ilha Manitoulin, bem como outras ilhas menores no norte do lago Huron, virando então para oeste pela península Superior do norte do Michigan, a sul de Sault Ste. Marie. Estende-se então para sul pelo Wisconsin seguindo a  península Door pelas Bayshore Blufflands e mais para o interior, da costa ocidental do lago Michigan e Milwaukee, terminando a noroeste de Chicago, perto da fronteira Wisconsin-Illinois.